# Běh na 110 metrů překážek

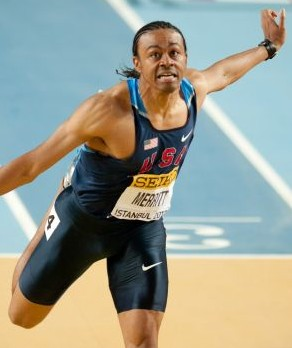
Současný světový rekordman Aries Merritt

Překážkový sprint na 110 metrů je lehkoatletická běžecká trať, jedná se o běh mužů přes překážky. Patří k atraktivním běžeckým disciplínám a zahrnuje v sobě jak rychlost a výbušnost hladkého sprintu, tak i složitou techniku přechodu přes překážky. Ženy běhají na kratší trati 100 metrů překážek.
Běží se maximálním úsilím od startu do cíle, překážky jsou vysoké 106,7 cm. Překážek je celkem 10 a první překážka je umístěna ve vzdálenosti 13,72 metru od startovní čáry. Dalších 9 překážek je umístěno s rozestupy 9,14 metrů a cílová čára se nachází 14,02 metrů od poslední překážky. Výkonnostní hranice světové extratřídy v této disciplíně leží na rovných 13 sekundách. Světový rekord drží od roku 2012 americký sprinter Aries Merritt výkonem 12,80 s.

## Současné světové rekordy – dráha
| Muži              |           |               |                    |           |               |
| Rekord            | Čas (min) | Atlet         | Stát               | Město     | Datum rekordu |
| Světový rekord    | 12,80 s   | Aries Merritt | USA                | Brusel    | 7. 9. 2012    |
| Olympijský rekord | 12,91 s   | Liou Siang    | Čína               | Athény    | 27. 8. 2004   |
| Rekord MS         | 12,91 s   | Colin Jackson | Spojené království | Stuttgart | 20. 8. 1993   |
| Český rekord      | 13,27 s   | Petr Svoboda  | Česko              | Praha     | 14. 6. 2010   |

## Současné rekordy podle kontinentů
| Rekord                    | Kategorie | Výkon (s) | Atlet            | Stát               | Město          | Datum       |
| ------------------------- | --------- | --------- | ---------------- | ------------------ | -------------- | ----------- |
| Afrika                    | Muži      | 13,11     | Antonio Alkana   | Jižní Afrika       | Praha          | 5. 6. 2017  |
| Asie                      | Muži      | 12,88     | Liou Siang       | Čína               | Lausanne       | 11. 7. 2006 |
| Evropa                    | Muži      | 12,91     | Colin Jackson    | Spojené království | Stuttgart      | 20. 8. 1993 |
| Severní a střední Amerika | Muži      | 12,80     | Aries Merritt    | USA                | Brusel         | 7. 9. 2012  |
| Oceánie                   | Muži      | 13,29     | Kyle Vander Kuyp | Austrálie          | Göteborg       | 11. 8. 1995 |
| Jižní Amerika             | Muži      | 13,17     | Rafael Pereira   | Brazílie           | Rio de Janeiro | 23. 6. 2022 |
| Muži na iaaf.org          |           |           |                  |                    |                |             |

## Top 10 atletů

### Muži - dráha
| Pořadí           | Výkon (s) | Vítr | Atlet                  | Datum       | Místo       |
| ---------------- | --------- | ---- | ---------------------- | ----------- | ----------- |
| 1                | 12,80     | +0.3 | Aries Merritt (USA)    | 7. 9. 2012  | Brusel      |
| 2                | 12,81     | +1,8 | Grant Holloway (USA)   | 26. 6. 2021 | Eugene      |
| 3                | 12,84     | +1,6 | Devon Allen (USA)      | 12. 6. 2022 | New York    |
| 4                | 12,87     | +0,9 | Dayron Robles (CUB)    | 12. 6. 2008 | Ostrava     |
| 5                | 12,87     | +0.6 | Cordell Tinch (USA)    | 3. 5. 2025  | Šao-sing    |
| 6.               | 12,88     | +1.1 | Liou Siang (CHN)       | 11. 7. 2006 | Lausanne    |
| 7                | 12,89     | +0.5 | David Oliver (USA)     | 16. 7. 2010 | Saint-Denis |
| 8                | 12,90     | +1,1 | Dominique Arnold (USA) | 11. 7. 2006 | Lausanne    |
| 9                | 12,90     | +0.7 | Omar McLeod (JAM)      | 24. 6. 2017 | Kingston    |
| 10.              | 12,91     | +0.6 | Colin Jackson (GBR)    | 20. 8. 1993 | Stuttgart   |
| Muži na iaaf.org |           |      |                        |             |             |

## Zajímavost
Aries Merritt při světovém rekordu 12,80 s. běžel průměrnou rychlostí 8,594 m/s (30,94 km/h). Přepočteno na stometrový úsek, jeho čas by na překážkové "stovce" činil necelých 11,64 s.